# Municipio de Colón, Kuba
Municipio de Colón är en kommun i Kuba.   Den ligger i provinsen Matanzas, i den nordvästra delen av landet, 160 km öster om huvudstaden Havanna. Antalet invånare är 71 579. Arean är 597 kvadratkilometer. Municipio de Colón gränsar till Municipio de Martí och Calimete. 
Terrängen i Municipio de Colón är platt.